# ヤング (お笑いコンビ)
ヤングは日本のお笑いコンビ、漫才師である。
2003年8月、高校1年生の時に「ぷくぷく隊」としてコンビ結成。2011年1月に「ヤング」へ改名。2003年『M-1甲子園(現・ハイスクールマンザイ)』ファイナリスト、2008年『M-1グランプリ』セミファイナリスト。

## メンバー
- 嶋仲拓巳（しまなか たくみ、1988年1月7日 - ）（37歳）
  - ボケ担当、立ち位置は向かって左。
  - 大阪府大阪市出身。
  - 愛称は「たくちゃん」「しまたく」
  - 血液型A型。
  - 活動拠点である「ライヴ喫茶亀」の店主。
  - 漫才師のほか、バンド活動なども行っている。
- 寺田晃弘（てらだ あきひろ、1988年1月20日 - ）（37歳）
  - ツッコミ担当、立ち位置は向かって右。坊主頭。
  - 奈良県香芝市出身。
  - 愛称は「圧倒的タフマン」「全知全能の老害」
  - 血液型O型。
  - 既婚者。
  - 所属する個人事務所「フールズ」の代表取締役。
  - 大阪公立大学レスリング部の監督を務めている。

## 略歴
- 大阪星光学院中学校・高等学校の同級生として知り合い、2003年に行われた第1回M-1甲子園をきっかけにコンビ結成し決勝戦へ進出[1]。
- その後二人揃って大阪市立大学へ入学。以降、baseよしもとのオーディションを受ける傍らで「キタイ花ん」やワッハ上方レッスンルームでのインディーズライブなどに出演。
- 芸歴としてはM-1甲子園に初出場かつ決勝進出を果たした2003年結成にしており、NSC大阪26期生と同期扱い。ただし本格的に活動を始めたのは高校卒業後の2006年頃(NSC大阪28期生と同時期)であるため、27期生(扱い)のミルクボーイやDr.ハインリッヒに対しては敬語で接している。
- 大学在学中の2008年に、M-1グランプリで準決勝へ進出[2]。
- 2011年、「ヤング」に改名。さらに吉本興業のオーディションライブへの参加を辞め、個人事務所「株式会社フールズ」を設立。寺田が社長となる。なおM-1グランプリの登録上はこの年が結成年となっているが、「ぷくぷく隊」結成から15年になるM-1グランプリ2018を最後に出場していない[3]。
- 2015年から、大阪市中央区「ライヴ喫茶 亀」を中心に活動。吉本興業が圧倒的に強い大阪のお笑いシーンにおいて、他事務所・フリー芸人などが集うインディーズライブの拠点を作る。なおミルクボーイ、金属バット、ツートライブ、黒帯、もも、コウテイ、イノシカチョウらもインディーズ時代に「亀」に出演していた。
- 2019年をもって立ち退きにより「亀」を一時休業。翌年2020年3月に玉造へ移転。
- 2021年12月27日、黒帯がよしもと漫才劇場にて毎月開催しているイベント「黒帯会議」に金属バットと共にゲスト出演。10年以上ぶりに吉本のライブ出演を果たした。その後も森ノ宮よしもと漫才劇場での「黒帯会議」やもも主催の「鶴」、よしもと祇園花月で行われた三浦マイルド主催の「くそいろクリスマス」に出演。
- 2023年に、結成20年を迎え、初の全国ツアーを行った。桃太郎電鉄をプレイして開催地を決めたため、全く縁のなかった東北・北海道を中心としたツアーとなった[4]。
- 2025年5月11日、「ザ・ノンフィクション」（フジテレビ）にてヤングやクリスタル大坪、村橋ステムなどライヴ喫茶亀周辺の芸人に密着した様子が放送された。

## 賞レース戦歴

### M-1グランプリ
| 年度（回）       | 結果       | エントリー No. | 会場                | 日時       | 備考               |
| ---------------- | ---------- | -------------- | ------------------- | ---------- | ------------------ |
| 2004年（第4回）  | 2回戦進出  |                | NGKスタジオ         | 2024/11/06 | 「ぷくぷく隊」名義 |
| 2006年（第6回）  | 1回戦敗退  |                | ヨシモト∞ホール大阪 | 2006/10/07 | 「ぷくぷく隊」名義 |
| 2008年（第8回）  | 準決勝進出 | 4244           | なんばグランド花月  | 2008/12/06 | 「ぷくぷく隊」名義 |
| 2009年（第9回）  | 2回戦進出  |                | HEP HALL            | 2009/11/15 | 「ぷくぷく隊」名義 |
| 2010年（第10回） | 2回戦進出  |                | HEP HALL            | 2010/10/29 | 「ぷくぷく隊」名義 |
| 2015年（第11回） | 2回戦進出  | 64             | テイジンホール      | 2015/10/09 |                    |
| 2016年（第12回） | 1回戦敗退  | 224            | 大丸心斎橋劇場      | 2016/08/23 |                    |
| 2017年（第13回） | 3回戦進出  | 2288           | よしもと漫才劇場    | 2017/10/24 |                    |
| 2018年（第14回） | 3回戦進出  | 2993           | よしもと祇園花月    | 2018/10/24 |                    |

### その他賞レース
- 2003年 M-1甲子園(現・ハイスクールマンザイ) 決勝進出
- 2023年 THE SECOND 〜漫才トーナメント〜 予選敗退
- 2024年 THE SECOND 〜漫才トーナメント〜 ノックアウトステージ（32→16）進出

## 芸風
- 主に、しゃべくり漫才である。コントに入ることは滅多にない。

## 親交
- 金属バット

デビュー直後のbaseよしもとオーディションライブ「baseプレステージ」時代からの古い付き合いであり、数多くのライブで共演していた盟友。ワッハ上方レッスンルーム時代を経て毎月『ナイトオブコメディー』に出演していたほか、自主ラジオ番組『金属バットのラジオバンダリー』（YouTube）の公開収録会場として「ライヴ喫茶 亀」を使用していた。
- ミルクボーイ

「コメディスタジアム」「キタイ花ん」等で共演していたほか、2008 - 2010年頃、ワッハ上方レッスンルームにて当時「ぷくぷく隊」のヤング、金属バット、ツートライブとの4組でユニットライブ「漫才やめなさいライブ」を定期的に開催。この「漫才やめなさいライブ」は現在ミルクボーイ、金属バット、デルマパンゲ、ツートライブの4組で行っている「漫才ブーム」の前身。
- 山が動く寺岡

「コメディスタジアム」「キタイ花ん」やワッハ上方レッスンルーム時代からの交流があり、大阪星光学院中学校の先輩後輩である。現在寺岡は体調面を考慮しての活動となっているが、体調が万全な際には「ライヴ喫茶 亀」でのミニ単独ライブやヤング主催ライブに出演している。
- 街裏ぴんく

街裏の大阪時代から交流があり、2013年以降は年一回のペースで「街裏ぴんく・ヤングの競演会」を開催。
- 虹の黄昏

来阪した際は頻繁に「ライブ喫茶 亀」にてオールナイトライブを開催。野沢ダイブ禁止は寺田のことを「ジョー」、嶋仲のことを「島忠ホームズ」と呼んでいる。機械に疎い虹の黄昏のために、仕事で移動する際の飛行機の手配などは全て寺田が代わりに行っている。
- ハクション中西

ピン芸人になる前の「さかなDVD」時代からの交流があり、芸歴自体は1年差。ヤングはハクション中西を「天才」と絶賛しており、YouTubeではネタ作家としても活動するハクション中西にヤングの漫才を書いてもらう企画も行った。
- ツートライブ

「漫才やめなさいライブ」時代からの交流がある。2023年7月、ツートライブ主催ライブ「ツートライブとライブ」にミルクボーイ、金属バット、デルマパンゲの「漫才ブーム」メンバーが出演予定だったが金属バットが体調不良のため休演に。その際、「漫才やめなさいライブ」メンバーだったヤングが他事務所ながら代演を務めた。翌年1月、同ライブで5組全員が集結。
- 黒帯

インディーズ時代からライブで頻繁に共演。森ノ宮よしもと漫才劇場での『黒帯会議』にヤングを呼んだほか、寺田は一番飲みに行く相手として大西の名前を挙げている。
- 村橋ステム

フリー芸人。古くからの付き合いがある。現在も「ナイトオブコメディー」「ヤバメンツオブザピーポー」などで共演。
- もも

せめる。とはもも結成前の「タングステン」時代から交流がある。コンビ結成直後からよしもと漫才劇場のオーディションに受かるまでは『ナイトオブコメディー』に出演していた。2022年からはもも主催ライブ「鶴」を森ノ宮よしもと漫才劇場などで開催しており、かつて「ライヴ喫茶 亀」に出演していたメンバーが集結。
- にぼしいわし

大阪の中で吉本以外で活動しているという共通点を持ち、大阪でのインディーズライブを中心に数多く共演。にぼしいわし主催のネタライブ「カギョウ」に毎回ヤングが出演しているほか、2023年9月には東京進出を控えたにぼしいわし大阪ラストライブとして「ヤングvsにぼしいわし全面戦争」を開催し、翌2024年7月には東京でも行った。
- オダウエダ

大阪時代に頻繁に共演。東京進出後もヤングが東京に来た際や帰阪した際にはライブで共演。2024年1月に行われた「オダウエダno寄席」にもにぼしいわしと共に吉本以外のゲストとして出演。
- マシンガンズ

2024年、「THE SECOND～漫才トーナメント～」ノックアウトステージ32→16で対決。結果はマシンガンズが勝利したが、これがきっかけとなり交流を持ち始める。同年7月に東京・杉並区立勤労福祉会館ホールで行われた「ヤングvsにぼしいわし全面戦争」にはヤング軍として出演。